# El Paso (Santa Cruz de Tenerife)
El Paso er en by og kommune i det sydvestlige Spanien på øen La Palma i provinsen Santa Cruz de Tenerife, De Kanariske Øer. Den har et indbyggertal på 8.156 (2024) indbyggere.